# M. Anderson (cráter)

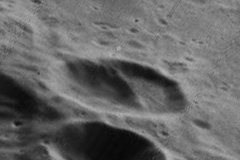
Vista oblicua de M. Anderson (imagen Lunar Orbiter 5)

M. Anderson es un pequeño cráter de impacto situado en el sector sur-sureste del interior del cráter Apolo, en la cara oculta de la Luna. Se halla en el espacio comprendido entre los dos anillos montañosos que conforman el gran cráter.
|  |

El cráter tiene una forma compleja, formada probablemente por la combinación de dos cráteres. La parte norte del brocal del cráter más pequeño separa los dos tercios más profundos del cuenco por un lado del tercio norte más elevado por otro. La pendiente interna es uniforme.

## Designación
El nombre fue adoptado por la UAI en 2006, como homenaje a los siete astronautas que perecieron en el accidente del Transbordador Columbia acontecido el 1 de febrero de 2003. Los nombres de los siete cráteres son:
- Chawla, D. Brown, Husband, L. Clark, McCool, M. Anderson y Ramon.

## Referencias

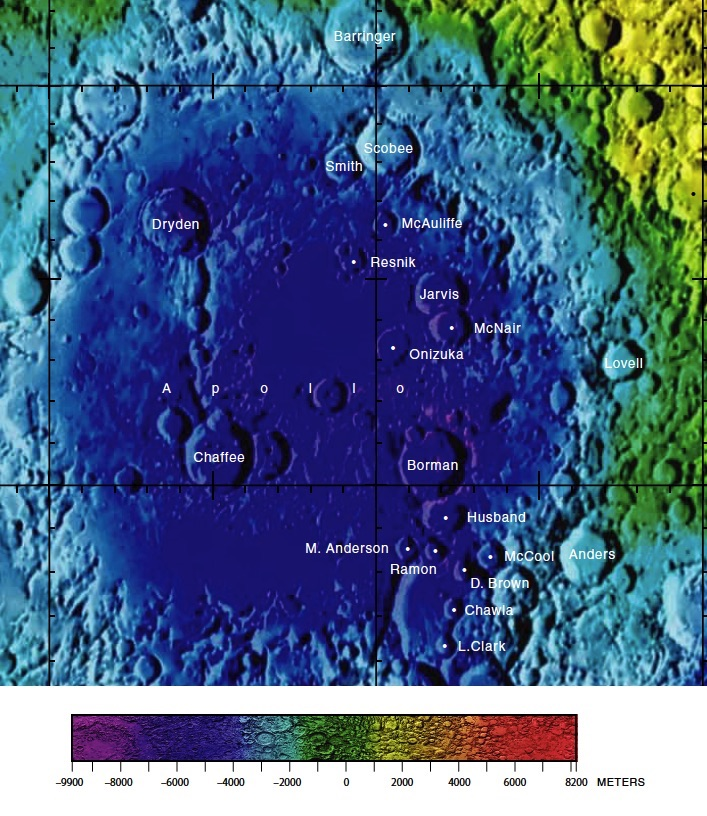
Cráteres interiores de Apolo